# Alloharpina dejeani
Alloharpina dejeani là một loài bướm đêm trong họ Geometridae.